# Paraulacizes aurantiaca
Paraulacizes aurantiaca är en insektsart som först beskrevs av Victor Antoine Signoret 1855.  Paraulacizes aurantiaca ingår i släktet Paraulacizes och familjen dvärgstritar. Inga underarter finns listade i Catalogue of Life.